# Oxidercia nisoria
Oxidercia nisoria là một loài bướm đêm trong họ Noctuidae.